# St. Bartholomäus und Martin (Marktleugast)

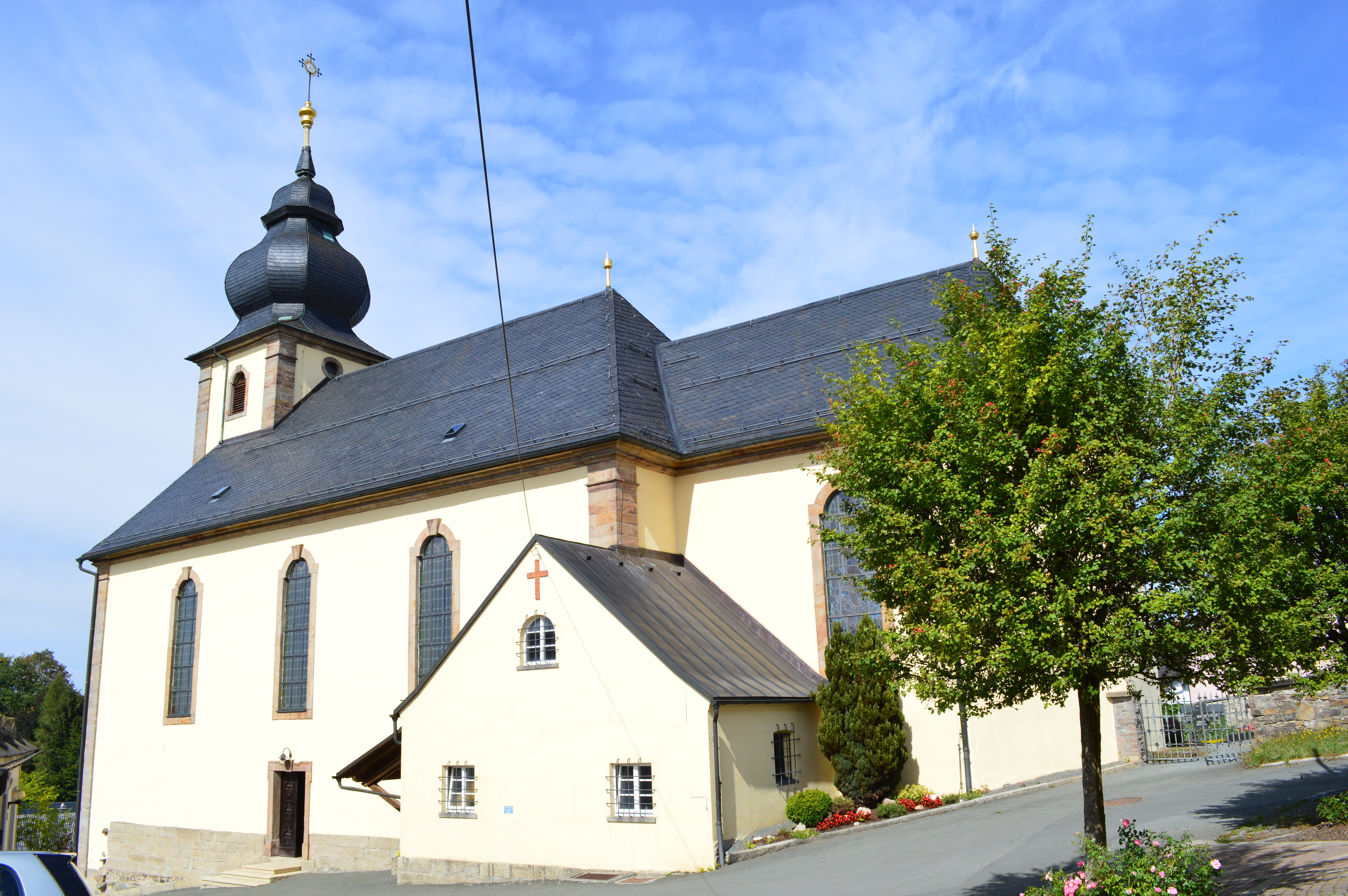
St. Bartholomäus und Martin (Marktleugast)

Die römisch-katholische Filialkirche St. Bartholomäus und Martin steht in Marktleugast, einem Markt im oberfränkischen Landkreis Kulmbach in Bayern. Das denkmalgeschützte Bauwerk entstand im 17. Jahrhundert. Die Kirche gehört zum Seelsorgebereich Kulmbach im Dekanat Hof des Erzbistums Bamberg.

## Beschreibung
Die Saalkirche wurde 1767/68 nach einem Entwurf von Wenzel Schwesner gebaut. Sie besteht aus einem Langhaus aus drei Jochen, einem eingezogenen Chor aus einem Joch mit dreiseitigem Abschluss im Osten und einem Fassadenturm im Westen, der mit einer Welschen Haube bedeckt ist. Alle Ecken sind mit Lisenen verziert. 
Der Innenraum des Langhauses ist mit einer stuckierten Flachdecke überspannt. Zur Kirchenausstattung gehört ein um 1770 umgearbeiteter Hochaltar, der ursprünglich um 1680 für die Basilika Marienweiher gebaut wurde. Das Altarretabel enthält eine von Sebastian Scharnagel gemalte Darstellung des Bartholomäus. Die Kanzel wurde um 1770 gebaut.